# Pierre Meyrat
Pierre Meyrat (ur. 6 października 1916 roku, zm. 13 października 1969 roku) – francuski kierowca wyścigowy.

## Kariera
W wyścigach samochodowych Meyrat startował głównie w wyścigach zaliczanych do klasyfikacji Mistrzostw Świata Samochodów Sportowych. W latach 1949-1952, 1954, 1956 Francuz pojawiał się w stawce 24-godzinnego wyścigu Le Mans. W pierwszym sezonie startów odniósł zwycięstwo w klasie S 5.0, a w klasyfikacji generalnej był piąty. W kolejnych dwóch sezonach stawał na drugim stopniu podium zarówno w klasie S 5.0, jak i w klasyfikacji generalnej. W późniejszych latach nie dojeżdżał do mety.